# 阿尔萨斯大师傅雕像

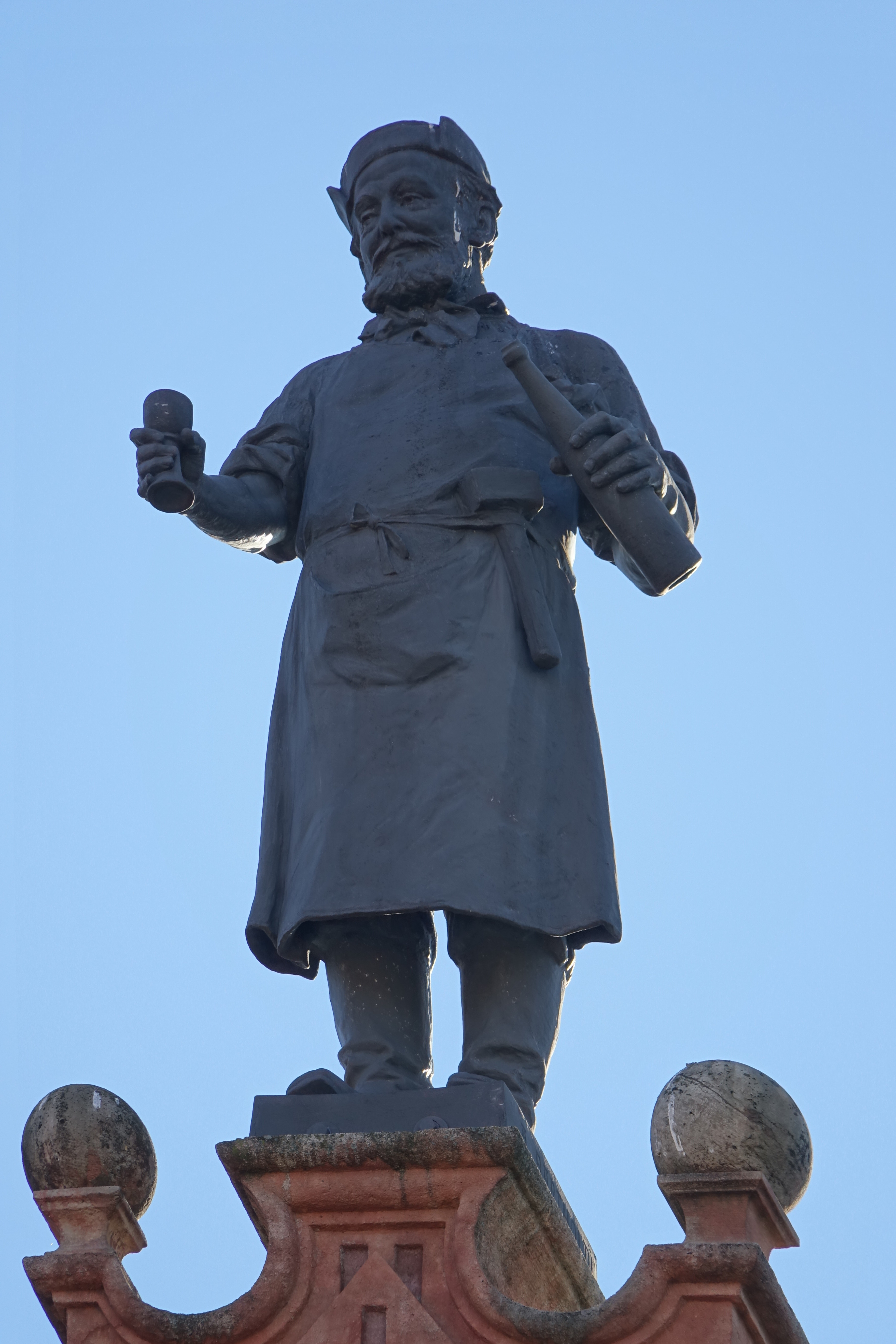

阿尔萨斯大师傅雕像（Statue du tonnelier alsacien）是一尊锡制雕像，位于法国大东部大区上莱茵省科尔马人头街（rue des Têtes）19号的人头屋（Maison des Têtes）。

## 历史
阿尔萨斯大师傅雕像创作于1902年 · 。1898年科尔马葡萄酒交易所在这座大楼里成立。

## 结构
这是一尊锡制雕像，而不是当时通常的青铜雕像，由巴托尔迪 建造。

## 科尔马雕塑家的其他作品
- 罗塞尔曼喷泉（Fontaine Roesselmann）
- 施文迪喷泉（Fontaine Schwendi）
- 赫恩纪念碑（Monument Hirn）
- 布鲁亚特上将纪念碑（Monument à l'amiral Bruat）
- 拉普将军纪念碑（Monument au général Rapp）
- 马丁·施恩告尔纪念碑（Monument à Martin Schongauer）
- 世界的伟大支持者（Les grands Soutiens du monde）
- 小酿酒师雕像（Statue du petit vigneron）